# Carl August Liner

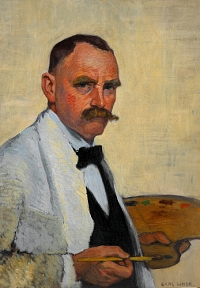
Selbstbildnis

Carl August Liner (* 8. Juni 1871 in St. Gallen; † 20. März 1946 in Appenzell) war ein schweizerischer Maler, Zeichner, Grafiker und Erfinder.

## Leben
Carl August Liner stammte aus einer kinderreichen Handwerkerfamilie. Er wurde am 8. Juni 1871 in St. Gallen-Tablat als Kind des christkatholischen Zimmermeisters Josef Anton Liner und Johanna Carolina Blatter geboren. Er besuchte die Technische Abteilung der Kantonsschule und schloss diese 1890 mit der Matura ab. Von 1890 bis 1893 studierte er an der Königlichen Akademie der Bildenden Künste in München. Liner besuchte in der «Naturklasse» die Kurse des Professors Johann Caspar Herterich (Malklasse) und an einer Freien Akademie der Künstlerinnenschule Anatomiekurse von Ludwig Schmid-Reutte. 
Besonders prägend für Liners künstlerische Entwicklung war Paul Hoecker (Freilichtmalerei) an der Akademie der Bildenden Künste München. Dieser regte seinen Studenten zur Freilichtmalerei in der Nachfolge der Pariser Schule von Barbizon an; Kurse fanden unter anderem regelmässig am Ammersee in Bayern statt. Liner erhielt eine akademische fundierte Zeichnungsausbildung und wurde zugleich mit den modernen Kunstrichtungen Impressionismus und dem idyllisierend impressionistischen Stil der Künstlerkolonien vertraut, die in Dachau und Worpswede arbeiteten. 

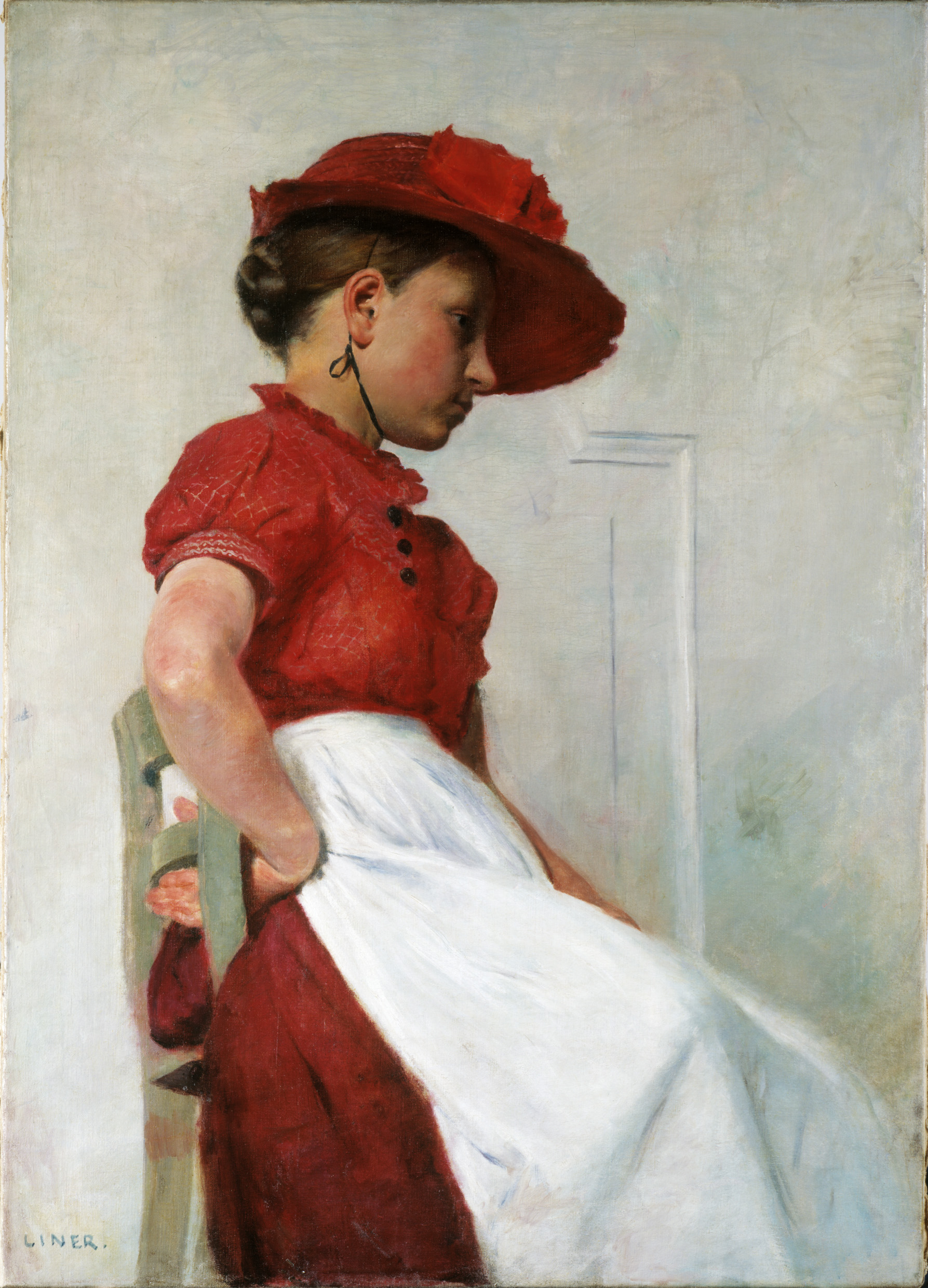
Mädchen in Rot, um 1891

1891 absolvierte Liner die Rekrutenschule in Bière, Waadt. 1894 kehrte er nach St. Gallen zurück, wo er seinen Lebensunterhalt als Zeichenlehrer und Illustrator verdiente. 1897/1898 folgten Aufenthalte in Rom, Terracina und Paris. 1898/1899 kümmerte sich Liner zusammen mit Professor Johannes Stauffacher (1850–1916) um die Vorbereitung und Durchführung des «Cultur-Historischen Festzugs», der am 15. Mai 1899 in St. Gallen stattfand. 1899 erhielt er ein Stipendium zu Studienzwecken, das erstmals aus dem Eidgenössischen Kunstkredit vergeben wurde. Dieses ermöglichte ihm einen Aufenthalt in Paris. Im folgenden Jahr, 1900, folgte der zweite Aufenthalt in Paris, angeblich im Auftrag des Benziger-Verlages/Einsiedeln, um Berichte des St. Galler Journalisten Georg Baumberger (1855–1931) über die Weltausstellung zu illustrieren, die jedoch nie publiziert wurden. Im Herbst kehrte Liner nach München zurück und mietete in Schwabing eine Atelierwohnung, in der er fortan bis 1907 die Wintermonate verbrachte. Während den Sommermonaten lebte Liner meist im Appenzellerland. 1901 wurde ihm von der Kunstakademie Düsseldorf eine Professur angeboten, die er ablehnte.

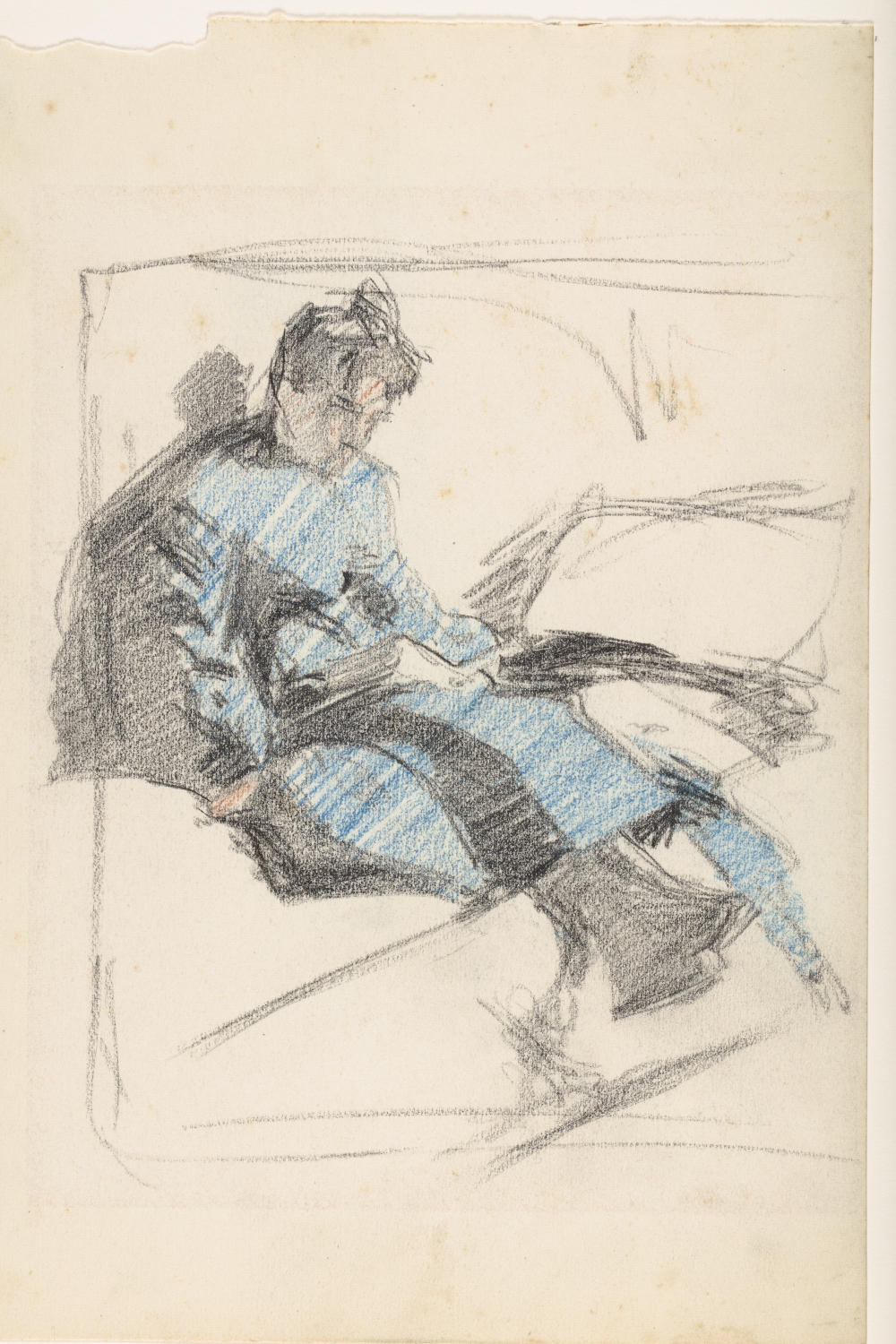
Cécile bei der Lektüre, ohne Jahr

1902 heiratete Liner Bertha Cäcilia, geborene Bernet. Sie war eine Tochter des St. Galler Kaufmann Jakob Bernet (3. Mai 1841–7. April 1914) und der Cäcilie, geborene Niederer (11. September 1843–31. Oktober 1910). 1904 kam die Tochter Martha Cécile zur Welt. 1906/1907 erwarb Liner ein Bauerngut am Unterrain bei Appenzell. Am 22. April 1907 zog die junge Familie dorthin um. Liner bewirtschaftete das Landgut bis 1930. In dem «Landhaus» befand sich auch sein Atelier. Gebrauchsgraphische Arbeiten und Erträge aus der Landwirtschaft trugen zum Einkommen bei. 1907 und 1914 unternahm Liner Versuche, in München eine «Winterwohnung» zu mieten. 
1903 lernte Liner in München die St. Galler Künstlerin Martha Cunz kennen. Im gleichen Jahr erfolgte der Beitritt als Mitbegründer der durch Albert Welti initiierten ersten «Graphischen Künstler Vereinigung der Schweiz (GKVdS/Die Walze)». 1908 war die Geburt des Sohnes Hans Carl, der bereits 1909 starb. 1912 folgte die Geburt der zweiten Tochter, Margrit Rosa, die nach 4 Tagen starb. 1912/1913 führte Liner als einzigen öffentlichen Auftrag ein Wandbild im Chor der evangelischen Kirche Heiligkreuz in St. Gallen-Tablat aus. Die Kirche wurde 1910 bis 1913 nach den Plänen des Karlsruher Architekturbüros Robert Curjel & Karl Moser auf dem Domänenhügel errichtet und am 5. Januar 1913 eingeweiht.

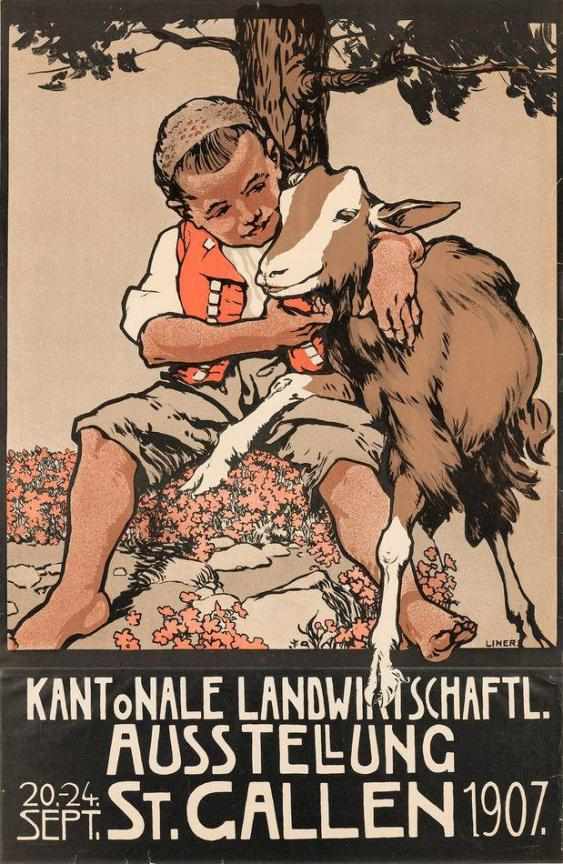
Werbeplakat

1913 gründete Liner die sankt-gallische Sektion der GSMBA («Gesellschaft Schweizerischer Maler und Bildhauer»). Von 1928 bis 1931 war er Zentralpräsident der Organisation. 1914 wurde sein Sohn Carl Walter Liner geboren, der später in seine Fussstapfen trat. 1916 erfolgte die Geburt der Tochter Verena Eugenia. 1918 trat Liner dem Zentralvorstand der GSMBA bei. Ab diesem Zeitpunkt engagierte er sich in der regionalen und nationalen Kulturpolitik und begann, für mechanische und praktische Hilfsmittel Patentschriften zu entwickeln. 1919 kaufte er die Liegenschaft «Obere Webern» am Unterrain in Appenzell, die bis 1930 in seinem Eigentum war. In den 1920er Jahren wurde Liner vom St. Galler Textilindustriellen und Kunstsammler Eduard Sturzenegger als künstlerischer Berater beigezogen. In seinem Auftrag reiste Liner unter anderem nach München, Berlin, Frankfurt am Main und Paris. Neben Besuchen in Museen und Galerien beurteilte er Qualität und Preise möglicher Ankäufe des Sammlers. In der Zeit bis 1934 unternahm Liner immer wieder längere und kürzere Reisen durch die Schweiz und ins Ausland, u. a. im April 1927 an die französische Riviera.
In seiner Eigenschaft als GSMBA-Leiter führte Liner einen intensiven Briefwechsel mit dem Bundesrat Heinrich Häberlin. Die beruflich begründete Kommunikation mündete in eine Freundschaft. Als Präsident der «Pro Juventute» (1924–1937), als Präsident der Kulturstiftung «Pro Helvetia» (1939–1944) sowie als Mitglied der «Eidgenössischen Natur- und Heimatschutzkommission» unterstützte und beriet Häberlin den Künstler Carl August Liner. 1928 gestaltete Liner eine Postkartenserie für Pro Juventute.
1934 reiste Liner für drei Monate nach Ägypten, um für die dort tätigen Schweizer Unternehmer Ernst Schmidheiny und Alfred Reinhart (1873–1935) Porträtsaufträge auszuführen. Es entstanden zahlreiche Reisezeichnungen und Aquarelle. In den Notizbüchern bedauerte Liner, nicht öfter reisen zu können. 1937 entwarf er im Auftrag der «Trachtenvereinigung Appenzell Innerrhoden», die am 17. Juni 1932 gegründet wurde, zusammen mit Näherinnen eine neue Werktagstracht. Im selben Jahr entstanden erste Briefmarkenentwürfe für Pro Juventute. 1938 und 1942 entwarf Liner Trachtenbilder für eine Briefmarkenserie der Pro Juventute. Gleichzeitig entwickelte er den Entwurf für das Pro Juventute-Signet, den Kinderkopf.
1942 erkrankte Carl August Liner an den Folgen einer nicht behandelten Knochentuberkulose. Am 20. März 1946 starb er im Spital von Appenzell.
Werke Liners befinden sich heute in zahlreichen privaten wie öffentlichen Sammlungen, u. a. der «Heinrich Gebert Kulturstiftung Appenzell» mit ihren beiden Häusern Kunstmuseum Appenzell und Kunsthalle Ziegelhütte oder des Kunstmuseums St. Gallen.

## Das künstlerische Werk

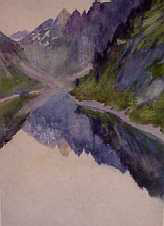
Fählensee, ohne Jahr

Liner malte Landschaftsbilder, bäuerliche Menschen und besonders Kinder. Er entwarf Briefmarken und Plakate und illustrierte Zeitschriften. Liner entwickelte, vom fotografischen Naturalismus der Münchner Akademie kommend, eine Freilichtmalerei, die sich an die Leibl-Schule anlehnte. Im Gegensatz zu Genremalern illustrierte Liner in seinen Werken aber nicht nur das alltägliche, das bäuerliche Leben, sondern thematisierte gleichberechtigt das malerische, das künstlerische Handwerk an sich. Er versuchte, ländliches Leben mit den Mitteln der modernen Kunst darzustellen. Liner, der sich als «Geistesarbeiter» verstand, beschwor in seinen Werken – parallel zu Künstlergemeinschaften wie der Dachauer oder der Worpsweder Schule – die Einheit von manuell und intellektuell arbeitenden Menschen. Hinzu kam die Kritik an einer zunehmenden Industrialisierung, der eine «heile» Natur entgegengesetzt wurde.
Ab 1890 bis 1946 schrieb Liner Gedichte, Aufsätze, Satiren, Zeitungsartikel. In zahlreichen Briefwechseln mit Persönlichkeiten der Politik und Kultur setzte er sich für verschiedenste Belange ein. Zudem entstanden zahlreiche Illustrationen für Bücher, Zeitschriften, Zeitungen und Verbände. In der frühen Druckgraphik und in den Illustrationen finden sich Einflüsse des Jugendstils und des um 1900 weitverbreiteten Japonismus. Tagebuchartig hielt er immer wieder Stationen seines Lebens fest.

## Film
- Phil Dänzer, Ursina Bärtsch: Carl Liner – Vater und Sohn. Phil Dänzer-AudioVision, Zürich 2001.